# 尼西亞 (古代城市)
尼西亞是位於安納托利亞西北部的一座古希臘城市，該城為第一次與第二次尼西亞公會議召開的地點（早期基督教会歷史中的第一和第七次大公會議），著名的尼西亞信經即是在第一次尼西亞公會議結束後，對基督教信仰有歧異之處所作出的議決。除此之外，在1204 年拜占庭帝國遭第四次十字軍攻陷後，尼西亞成為狄奧多爾一世所創建的尼西亚帝国首都，直到拜占庭人在1261 年重新奪回君士坦丁堡為止。
這座古城遺址位於現代土耳其的城市伊兹尼克 （伊兹尼克的市名即是源自尼西亞）內，其坐落於伊兹尼克湖東端的肥沃盆地中，北端和南端以山脈為界，西牆則沿著湖岸修建，尼西亞城池的設計既可防止來自湖上的攻勢，亦能讓敵軍難以切斷城市的補給線。由於湖泊的面積相當寬廣，得使攻城方無法輕易地從陸地封鎖城市，且因城市的範圍夠大，縱然敵軍試圖從岸邊運送攻城武器到港口亦是非常困難的。
尼西亞古城四周環繞著長達 5 公里，高約 10 公尺的城牆，這些高牆同時被兩道溝渠所圍繞，且另有分佈在不同地點的百餘座塔樓，靠陸地一側的幾扇城門是進入城市的唯一入口。
今日，尼西亞是一處熱門的旅遊勝地，雖然它許多地方的城牆都已被道路鑿穿，不過早期大部分的遺跡仍留存至今。